# 大檜溪
大檜溪，今日又稱會稽，是台灣桃園市桃園區的一個傳統地域名稱。

## 地理

### 地名由來
此處古代為北臺灣的交通要道，前人經過時常需要橫渡此地的南崁溪，因此這段溪流便在清治時期被稱作大過溪，與西邊不遠處的小過溪（今東門溪）相對，並出現以溪名作為地名的大過溪莊；後來「過」字被替換成臺語諧音的「檜」，為大檜溪的由來。
民國時期桃園鎮初設里時，取大檜溪後二字國語諧音成立會稽里，會稽這一名稱誕生並逐漸取代大檜溪成為本地主要地名，但大檜溪依然常見。

### 範圍
大檜溪位於桃園區中部偏東。北與水汴頭為鄰，東與楓樹坑為鄰，東南邊為新路坑，西南邊隔南崁溪與小檜溪為界，西邊亦隔南崁溪與埔子為界。相較於今日行政區，其範圍大致包括會稽里、春日里、大興里、寶山里、大有里、三元里、忠義里。

### 聚落
本地區發展較早的聚落有楓樹林、王公坑、頂楓樹林、溪洲子、崁子腳等，在日治期初期的官方地圖上已有記載。此外，本地區尚有大檜溪聚落。

## 歷史
1901年（日治明治三十四年）11月，全台廢縣廳改設二十廳，該庄隸屬於桃仔園廳。1903年（明治三十六年），改名桃園廳。1909年（明治四十二年）10月，合併二十廳為十二廳，該庄隸屬不變。1920年（大正九年），該庄改制為「大檜溪」大字，隸屬於新竹州桃園郡桃園街。
戰後桃園街改制為桃園鎮，隸屬於新竹縣，大字亦改制為里。1950年桃、竹、苗分治，桃園鎮改隸屬於桃園縣。1971年7月，桃園鎮升格為縣轄桃園市。2014年12月桃園縣升格為直轄桃園市，桃園市改制為桃園區。

## 旅遊

### 文化資產
- 桃園市忠烈祠（市定古蹟，成功路三段200號，1938年）

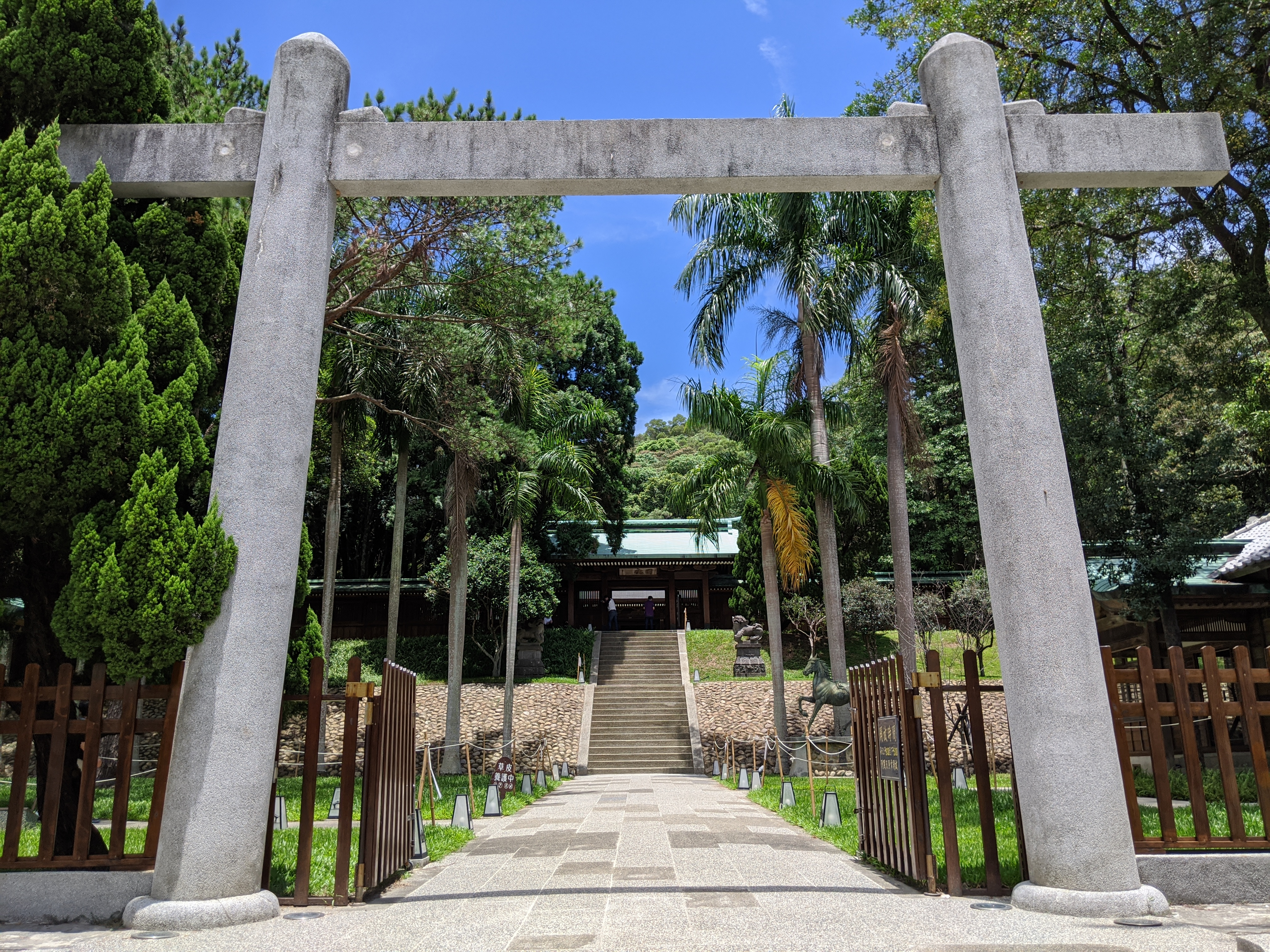
原桃園神社

## 交通
省道台4線（春日路）是竹圍到石門的幹道，大致以北北西—南南東走向經過大檜溪地區西部近邊界地帶。由該道路向北北西可前往南崁、竹圍並止於省道台15線路口，向南南東經外環道繞過桃園市中心後轉向南南西可前往八德、大溪、龍潭大坪並止於省道台3乙線路口。
區道桃11線（成功路三段）是西勢湖至桃園的道路，大致以縱向轉東北—西南走向蜿蜒經過本地區東北部邊界地帶及東南部。由該道路向北蜿蜒而行至水汴頭轉東北續蜿蜒而行，至頂湖路路口轉向南南東，進入舊路坑地區後蜿蜒下坡並止於區道桃7線路口；向西南轉西南西可前往東門國小旁並止於市道110號路口。

## 學校
- 桃園高中
- 會稽國中
- 大有國中
- 會稽國小
- 大有國小
- 大業國小
- 快樂國小

## 廟宇
- 桃園孔子廟
- 桃園大檜溪福元宮